# Pedro Trápani
Pedro Trápani (Montevideo, 1783 - Buenos Aires, febrero de 1837), oriental que participó en la organización de la Cruzada Libertadora de los Treinta y Tres Orientales.
Hombre extraño, sin ribetes heroicos, se convenció temporalmente de que la mejor solución para los conflictos del Río de la Plata era la constitución de una Banda Oriental independiente y colaboró estrechamente con el diplomático británico John Ponsonby (de cuyo tío era socio de un saladero) en las gestiones que derivaron en la Convención Preliminar de Paz de 1828. Su influencia sobre Juan Antonio Lavalleja fue extraordinaria, en todos los pasos, acertados o erróneos. Tuvo influencia decisiva en la etapa preparatoria de la Cruzada Libertadora, fundamentalmente por sus buenas relaciones con los saladeristas porteños, y permaneció en Buenos Aires como representante de los orientales sublevados. Pero cuando las situaciones se pusieron difíciles no vaciló en viajar a la Banda Oriental, con riesgo grave de vida, para contribuir a solucionar los problemas. Después de proclamada la independencia del Uruguay permaneció en Buenos Aires, pero hizo malos negocios y quedó en la pobreza. Falleció en Buenos Aires, en febrero de 1837.
Un sector de la histografía uruguaya, que en lo esencial considera que la independencia del Uruguay fue una claudicación y al país mismo como una forja artificial del Reino Unido, lo ha acusado de actuar como un agente británico al servicio de intereses extranjeros. 
- Datos: Q6070276